# Achmed Gadžimagomedov
Achmed Šijavdinovič Gadžimagomedov (* 21. dubna 1990) je ruský zápasník-volnostylař avarské národnosti.

## Sportovní kariéra
Je rodákem z dagestánské obce Kalininaul v Kazbekovském okrese. Zápasení se věnoval od 12 let v sousední věsnici Leninaul. Od svých 14 let se připravoval na střední sportovní škole v Chasavjurtu pod vedením Gamzata Abbasova. V širším výběru ruské volnostylařské reprezentace se pohyboval od roku 2011 ve váze do 74 kg. Do užšího výběru se prosadil se zavedením nové neolympijské váhové kategorie do 79 kg od roku 2018.

## Výsledky
| Turnaj             | 2017 | 2018 | 2019 |
| Turnaj             | 27   | 28   | 29   |
| Turnaj             | -74  | -79  | -79  |
| ------------------ | ---- | ---- | ---- |
| Olympijské hry     |      |      |      |
| Mistrovství světa  | —    | 3.   | —    |
| Evropské hry       |      |      | —    |
| Mistrovství Evropy | 3.   | 1.   | 2.   |